# Trasporti in Nicaragua
Questa voce raccoglie le principali tipologie di Trasporti in Nicaragua.

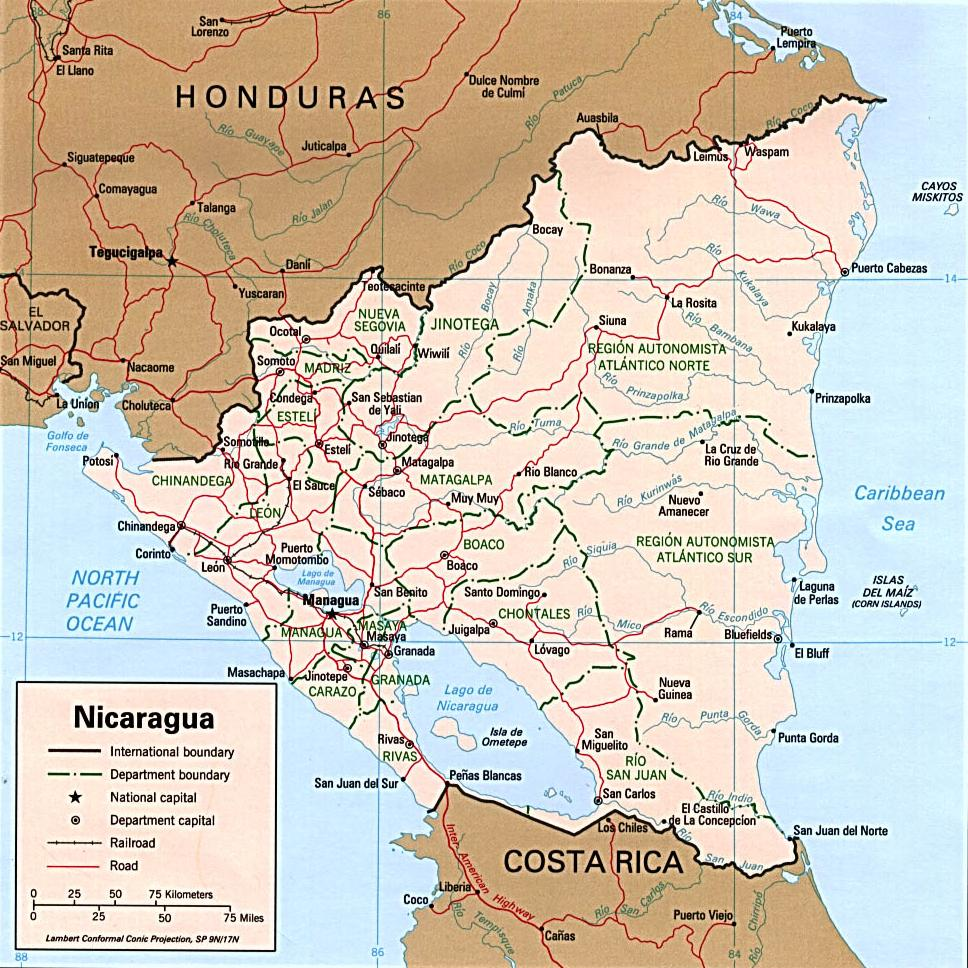
Nicaragua: carta geopolitica con rete stradale

## Trasporti su rotaia

### Reti ferroviarie
Attualmente abbandonate, avevano tutte scartamento ridotto di 1067 mm (dati 2002)
- Gestore storico: Ferrocarril del Pacifico de Nicaragua
- Curiosità: l'ultima linea operativa, lunga 6 km, collegava fino al 2001 Chichigalpa a Ingenio San Antonio.

### Reti metropolitane
In Nicaragua sistemi di metropolitana sono attualmente in studio di fattibilità condotto da JICA.

### Reti tranviarie
Attualmente anche il servizio tranviario è assente in questa nazione.

## Trasporti su strada

### Rete stradale
In totale: 18.712 km (dati 1999)
- asfaltate: 2.126 km
- bianche: 16.586 km.

### Reti filoviarie
Attualmente in Nicaragua filobus a guida ottica sono attualmente in studio di fattibilità condotto da ATMV.

### Autolinee
Nella capitale del Nicaragua, Managua, ed in altre zone abitate operano aziende pubbliche e private che gestiscono i trasporti urbani, suburbani ed interurbani esercitati con autobus.

## Idrovie
La nazione dispone di acque navigabili per 2.220 km, inclusi due grandi bacini, il Lago Managua ed il Lago Nicaragua (dati 1996).

### Porti e scali
- Bluefields, Corinto, El Bluff, Puerto Cabezas, Puerto Sandino, Rāma, San Juan del Sur.

## Trasporti aerei

### Aeroporti
In totale: 176 (dati 2005)
a) con piste di rullaggio pavimentate: 11
- oltre 3047 m: 0
- da 2438 a 3047 m: 3
- da 1524 a 2437 m: 2
- da 914 a 1523 m: 3
- sotto 914 m: 3

b) con piste di rullaggio non pavimentate: 165
- oltre 3047 m: 0
- da 2438 a 3047 m: 0
- da 1524 a 2437 m: 1
- da 914 a 1523 m: 23
- sotto 914 m: 141.